# En hjulsaga eller Kärlek och tombolaspel
En hjulsaga eller Kärlek och tombolaspel är en svensk kortfilm från 1921 i regi av Erik Wilhelm Olson.

## Om filmen
Filmen premiärvisades 28 november 1921 på biograferna Sture och Regina i Stockholm. Filmen spelades in i Filmstaden Råsunda med exteriörer från Blasieholmskajen i Stockholm. Filmen var en beställningsfilm av Svenska Dagbladet.

## Roller i urval
- Tollie Zellman - Tollie
- Axel Ringvall - Axel
- Gösta Ekman - Gösta
- Inga Tidblad - Inga, kammarjungfrun
- Marit Jaensson - tidningsgumman